# La Celle-Condé
 La Celle-Condé  es una población y comuna francesa, situada en la región de  Centro, departamento de Cher, en el distrito de Saint-Amand-Montrond y cantón de Lignières.

## Demografía
| 349 | 323 | 253 | 217 | 181 | 180 |
| Para los censos de 1962 a 1999 la población legal corresponde a la población sin duplicidades (Fuente: INSEE [Consultar]) |     |     |     |     |     |